# Amourj
Amourj är en stad och kommun i regionen departementet Amourj i regionen Hodh Ech Chargui i Mauretanien. den hade 6 389  invånare år 2013. Amourj ligger på gränsen till Mali.

## Kända personer från Amourj
- Cheikh El Avia Ould Mohamed Khouna (1956–), politiker